# Hapsifera refalcata
Hapsifera refalcata är en fjärilsart som beskrevs av László Anthony Gozmány. Hapsifera refalcata ingår i släktet Hapsifera och familjen äkta malar. Inga underarter finns listade i Catalogue of Life.